# Yenidoğan, Sancaktepe
Yenidoğan là một xã thuộc huyện Sancaktepe, tỉnh Istanbul, Thổ Nhĩ Kỳ. Dân số thời điểm năm 2010 là 1.658 người.